# سولتم إم-71
إم-71 هو مدفع هاوتزر مقطور عيار 155 ملم بسبطانة طولها 39 عيارًا، يتم تصنيعه بواسطة شركة أنظمة سولتم الإسرائيلية.

## التصميم
اعتمد السلاح على طراز إم-68 الأقدم واستخدم نفس نظام الارتداد والمؤخرة والعربة ولكنه ببرميل مدفع أطول (عيار 39 مقابل عيار 33 من M-68). تم تجهيزه بمدك يعمل بالهواء المضغوط للسماح بالتحميل السريع والسهل في جميع زوايا الارتفاع بالإضافة إلى وجود بطارية قابلة لإعادة الشحن مثبتة على المسار الصحيح للطاقة المساعدة. يمكنها إطلاق قذيفة شديدة الانفجار بوزن 43.7 كيلوغرام (96 lb) يصل مداها الأقصى إلى 23.5 كيلومتر (14.6 mi) بسرعة فوهية تبلغ 820 كيلومتر في الساعة (510 ميل/س) .

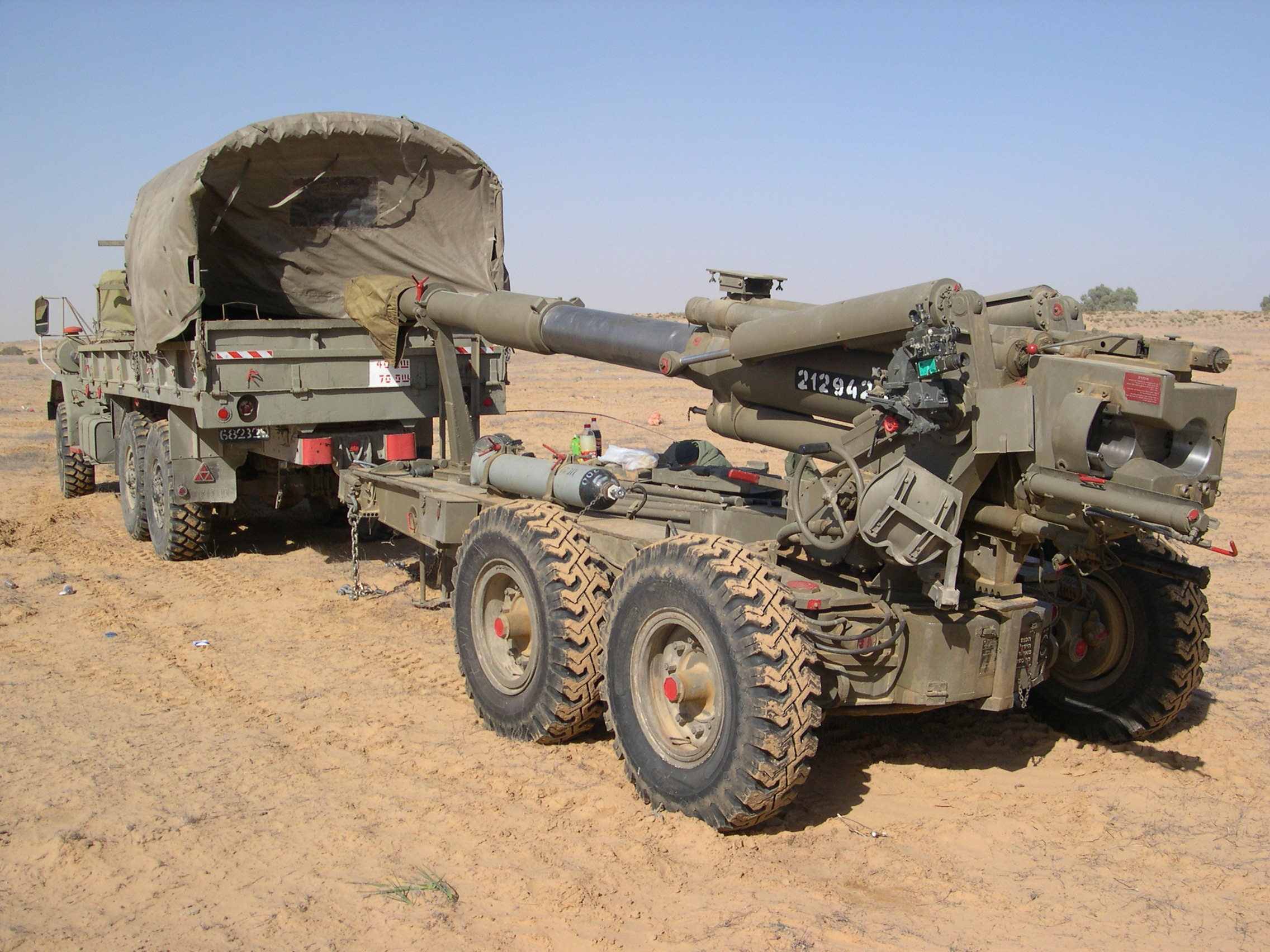
سولتم إم-71 في وضع السحب

## الانتشار
بالإضافة إلى إسرائيل، هذا السلاح موجود في الخدمة مع تشيلي،  سنغافورة،  تايلاند، الفلبين، جنوب أفريقيا، سلوفينيا وميانمار. تم تطوير نسخة من هذا السلاح ليتم تركيبها على هيكل سينتوريونمعدّل (إم-72)، لكن هذه المركبة لم تصل إلى مرحلة الإنتاج أبدًا.

## المستخدمي

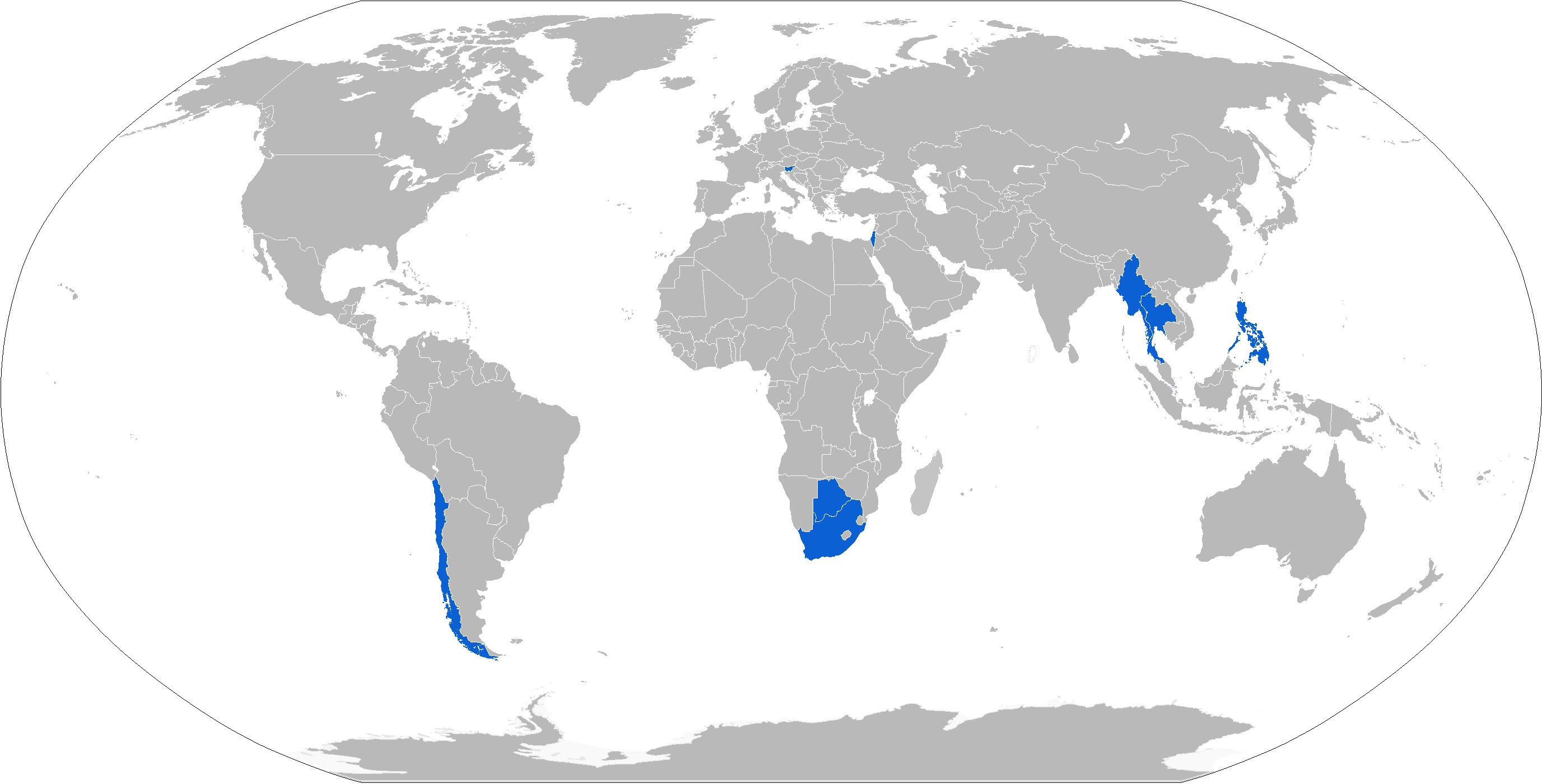
خريطة مشغلي إم-71 باللون الأزرق

- بتسوانا[5]
- الكاميرون: 18[6]
- تشيلي: 60.[7][8]
- إسرائيل
- ميانمار: 72[9][10]
- الفلبين:
  - الجيش الفلبيني: 20[11][12]
  - قوات المشاة البحرية: 6 [12]
- سنغافورة: 13[9] أو 38[13] - معدلة إلى إم-71إس قياسي باستخدام طاقم أقل + إضافة وحدة طاقة مساعدة .
- سلوفينيا: 18.[9]
- جنوب أفريقيا: 32.[14]
- تايلاند: 32[9]

## روابط خارجية
- نبذة عن الجيش التشيلي
- قطع مدفعية سنغافورة
- أسلحة الحروب العربية الإسرائيلية